# Ole Werner
Ole Werner (* 4. Mai 1988 in Preetz) ist ein deutscher Fußballtrainer.

## Laufbahn
Geboren im schleswig-holsteinischen Preetz unweit von Kiel, da in den Krankenhäusern in der Landeshauptstadt kein Platz mehr frei war, war er als Spieler im Jugendbereich für den Kieler Stadtteilverein SC Fortuna Wellsee und anschließend für Holstein Kiel und Hertha BSC aktiv, im Herrenbereich erneut für Holstein Kiel und anschließend für den TSV Kropp. Ein Höhepunkt in seiner aktiven Karriere war die Erstrundenpartie im DFB-Pokal im August 2007 mit Holstein Kiel, damals ein Oberligist, gegen den damaligen UEFA-Pokalteilnehmer Hamburger SV, welches die Kieler mit 0:5 verloren. In dieser Partie wurde er etwa eine Viertelstunde vor Schluss eingewechselt. Nach seiner kurzen Spielerkarriere ging Werner für ein Jahr nach Australien und arbeitete als Gärtner. Nach seiner Rückkehr nach Deutschland begann er ein Wirtschaftsstudium. Vor dem Abschluss entschied er sich jedoch, wieder ins Fußballgeschäft zu wechseln.
In der Saison 2013/14 war Werner Jugendtrainer bei seinem Ausbildungsverein Holstein Kiel. Zur Saison 2014/15 wurde er Assistent von Christian Riecks bei der zweiten Mannschaft, die in der fünftklassigen Oberliga Schleswig-Holstein spielte. Im November 2014 folgte er im Amt auf Riecks und schloss die Saison mit der Mannschaft auf dem 2. Platz ab. In der Saison 2015/16 folgte der 3. Platz. Im August 2016 übernahm Werner nach der Entlassung von Karsten Neitzel für zwei Wochen die Drittligamannschaft als Interimstrainer und gewann mit ihr das Landespokalspiel gegen den ETSV Weiche Flensburg und die Ligapartie gegen den FSV Zwickau. Anschließend kehrte er zur zweiten Mannschaft zurück, mit der er die Saison 2016/17 auf dem 2. Platz abschloss. Die Saison 2017/18 beendete Werner mit dem Team auf dem 3. Platz. Weil der Meister NTSV Strand 08 und Vizemeister TSB Flensburg nicht in die Regionalliga Nord aufsteigen wollten, nahm die U23 an der Aufstiegsrunde teil und setzte sich gegen den VfL Oldenburg, den Brinkumer SV und den FC Teutonia 05 Ottensen durch. In der Saison 2018/19 erreichte die Mannschaft unter Werner in der Regionalliga Nord den 10. Platz.
Am 16. September 2019 übernahm Werner nach der Entlassung von André Schubert die Zweitligamannschaft, die zu diesem Zeitpunkt nach dem 6. Spieltag mit fünf Punkten auf dem 16. Platz stand, zunächst als Interimstrainer. Nach sechs Punkten aus vier Spielen wurde er offiziell zum Trainer befördert und sein bis zum 30. Juni 2022 laufender Vertrag entsprechend angepasst. Parallel absolvierte Werner von Mai 2019 bis August 2020 die Ausbildung zum Fußballlehrer an der Hennes-Weisweiler-Akademie in der Sportschule Hennef, die er erfolgreich abschloss; seitdem besitzt er die UEFA-Pro-Lizenz. Er schloss die Saison 2019/20 mit den Kielern letztendlich auf einem ungefährdeten 11. Platz ab.
In der Saison 2020/21 stand Holstein ab dem 31. Spieltag auf dem 2. Platz, rutschte aber nach Niederlagen in den letzten beiden Partien noch auf den Relegationsrang ab. Ab Ende April musste das Team im Anschluss an eine in Folge mehrerer teaminterner SARS-CoV-2-Infektionsfälle angeordneten Quarantäne im Schnitt alle drei Tage ein Pflichtspiel absolvieren, darunter auch das DFB-Pokal-Halbfinale gegen den späteren Sieger Borussia Dortmund, das die Mannschaft u. a. nach einem Sieg gegen den amtierenden Triple-Sieger FC Bayern München erreicht hatte. Nach einem knappen Sieg sowie einer deutlichen Niederlage gegen den Bundesligisten 1. FC Köln verblieb Kiel schließlich in der 2. Bundesliga. In die Saison 2021/22 startete die Mannschaft schlecht: Nach dem 7. Spieltag stand sie mit nur einem Sieg auf dem 15. Platz; Werner trat daraufhin nach knapp zwei Jahren von seinem Amt zurück.
Ende November 2021 übernahm Werner den Ligakonkurrenten Werder Bremen als Nachfolger des zurückgetretenen Markus Anfang – der Bundesliga-Absteiger hatte nach dem 15. Spieltag mit 20 Punkten auf Platz 10 gestanden. Werner gewann mit seiner neuen Mannschaft die ersten 7 Spiele und führte sie auf den 2. Platz. Diesen konnten die Bremer verteidigen, sodass am Saisonende mit 63 Punkten hinter dem FC Schalke 04 der direkte Wiederaufstieg in die Bundesliga feststand. Durch den Bundesliga-Aufstieg musste Werder Bremen zusätzlich zur Ablösesumme von 250.000 Euro weitere 150.000 Euro an Holstein Kiel bezahlen.
In Werners erster Bundesliga-Spielzeit, die auf dem 13. Platz beendet wurde, hatten die Bremer zu keinem Zeitpunkt mit dem Abstieg zu kämpfen. In der ersten Saisonhälfte befand sich das Team zeitweise auf einem europäischen Platz, in der Rückrunde dagegen war man die zweitschwächste Mannschaft. In der Saison 2023/24 steckte Werner mit den Bremern zeitweise im Abstiegskampf, am 32. Spieltag der Saison sicherte man sich jedoch endgültig den erneuten Klassenerhalt. Am letzten Spieltag verpasste die Mannschaft als Neunter die Qualifikation für die UEFA Europa Conference League aufgrund der schwächeren Tordifferenz im Vergleich zum 1. FC Heidenheim.
In der Saison 2024/25 konnten sich die Bremer deutlich verbessern und wurden schlussendlich Tabellenachter mit 51 Punkten, ein Zähler fehlte zur Qualifikation für einen europäischen Wettbewerb. Nachdem sich Werner und der Verein nicht über eine Verlängerung des bis 2026 laufenden Vertrages hatten einigen können, verkündete er im Mai 2025 seinen Abgang zum Sommer 2026. Einen Tag danach gab der Verein die sofortige Trennung von Werner bekannt.
Zur Saison 2025/26 übernahm Werner den Ligakonkurrenten RB Leipzig. Er unterschrieb einen Vertrag bis zum 30. Juni 2027.

## Erfolge
- Aufstieg in die Bundesliga: 2022 (Werder Bremen)
- Aufstieg in die Regionalliga Nord: 2018 (Holstein Kiel II)